# 埃科 (犹他州)
埃科（英语：Echo） 是美国犹他州萨米特县的小镇，也是普查规定居民点。2010年美国人口普查显示此地共有56人居住。
埃科成立于1854年，得名于附近的埃科峡谷。

## 历史
起初，埃科是摩尔门之路中途的一个站点。后来，该镇成为第一条横贯大陆铁路与其支线之间的交汇处，为帕克城附近的银矿提供服务。美国国道通车后，埃科成为了高速公路的交汇处。怀俄明州方向的主干道在这里分岔，其中一条通向盐湖城，然后继续延申至加利福尼亚州的旧金山；另一条通向奥格登，然后继续延伸至俄勒冈州的波特兰。最初的主干道编号30S号公路，支路为530号公路；现在，这两条高速公路的名称分别是80号州际公路和84号州际公路。
埃科镇对联合太平洋铁路具有重要意义。该镇为驶入埃科峡谷的火车提供加煤和供水站。必要时，埃科镇还能提供辅助机车。
二战后，柴油动力得到普及。煤塔和大部分轨道被拆除。
埃科的繁荣到60年代就已消退，但其仍是两条主要高速公路的交界处。

## 人口
2010年美国人口普查显示此地共有有31栋住宅，56人居住。